# Please Please Please Let Me Get What I Want
"Please, Please, Please Let Me Get What I Want" é uma música da banda de rock inglesa The Smiths. Originalmente lançada como lado b do single "William, It Was Really Nothing", em 24 de agosto de 1984, a música foi posteriormente incluída nas coleções Hatful of Hollow e Louder Than Bombs.

## Produção
Johnny Marr escreveu a música "Please Please Let Me Get What I Want" logo após seu eventual lado A, "William, It Was Really Nothing". Marr comentou: "Como era uma música tão rápida, curta e animada, eu queria que o lado B fosse diferente, então escrevi 'Please Please Please Let Me Get What I Want' no sábado em um compasso diferente - em um tempo de valsa como contraste." Marr também observou que a música foi uma tentativa de "capturar o... assustador e o sentimento de desejo" em "The Answer to Everything" de Del Shannon, uma música que seus pais tocavam para ele quando criança.
A gravadora da banda, Rough Trade, inicialmente estava preocupada com a curta duração da música. Morrissey relembrou: "Quando tocamos pela primeira vez no Rough Trade, eles ficavam perguntando: 'Onde está o resto da música?'" Morrissey, que caracterizou a música como "um soco muito breve na cara", argumentou: "Alongar a música seria, na minha opinião, simplesmente explicaram o óbvio".
"Please Please Please Let Me Get What I Want" foi lançado como lado B de "William, It Was Really Nothing". Morrissey comentou: "Esconder isso no lado B foi pecaminoso" e comentou "Estou triste com isso agora". A música também apareceu na compilação Hatful of Hollow, uma inclusão que Morrissey considerou "a título de semi-arrependimento".

## Cover
Essa música é uma das mais famosas dos Smiths e uma das mais queridas e executadas com mais frequência por outros artistas, entre eles: The Halo Benders, Franz Ferdinand, OK Go, Emilie Autumn, Amanda Palmer, Kaki King, Third Eye Blind, Kate Walsh, The Dream Academy e Josh Rouse.

## Formação
- Morrissey - Vocal
- Andy Rourke - Baixo
- Mike Joyce - Bateria
- Johnny Marr - Guitarra

## Na cultura popular
- Uma versão de Elefant foi incluída na trilha sonora do filme da Disney de 2005, Sky High.
- Uma versão de She & Him (Zooey Deschanel e M. Ward) foi incluída na trilha sonora do filme de 2009 (500) Dias com Ela com uma versão original de The Smith.
- A versão do Deftones foi incluída em seu álbum de compilação B-Sides & Rarities.
- A versão de Clayhill foi incluída na trilha sonora do filme de 2007, This is England.
- Uma versão de Luxure foi incluída na coletânea There Is A Light That Never Goes Out - A Tribute to The Smiths.
- A versão de Muse foi incluída no lado B de seu single Hyper Music/Feeling Good.